# Zonaira
Zonaira är ett släkte av skalbaggar. Zonaira ingår i familjen kortvingar.
Kladogram enligt Catalogue of Life:
| Zonaira | \| \| Zonaira puncticollis \| \| \| \| \| \| Zonaira trilinea \| \| \| \| |
|         | \| \| Zonaira puncticollis \| \| \| \| \| \| Zonaira trilinea \| \| \| \| |
|         | Zonaira puncticollis                                                      |
|         |                                                                           |
|         | Zonaira trilinea                                                          |
|         |                                                                           |